# Chlamyphorus truncatus
Chlamyphorus truncatus — вид неповнозубих ссавців з родини Chlamyphoridae. Проживає в центральній частині Аргентини, мешкає на луках і пласких піщаних ділянках, порослих кактусами і колючими кущами.
Відносять до монотипового роду Chlamyphorus Fitzinger, 1871. Сестринським видом є Calyptophractus retusus, з яким Chlamyphorus truncatus формує підродину Chlamyphorinae, одну з двох в родині Chlamyphoridae.
Chlamyphorus truncatus — найменший серед броненосців, його розміри 7-10 см у довжину. Є нічною твариною. Живе у норах, які викопує у землі, зазвичай поблизу мурашників. Живиться мурахами і їх личинками, іноді гусінню, равликами та різноманітними комахами, а також рослинною їжею.
З 1970 року вид перебуває під загрозою зникнення. Основною проблемою є знищення природного середовища, де він мешкає.
В аргентинській провінції Мендоса Chlamyphorus truncatus було оголошено пам'яткою природи провінційного рівня законом № 6599 від 12 травня 1998.